# Augustiner-Chorfrauenstift St. Peter in Kreuznach

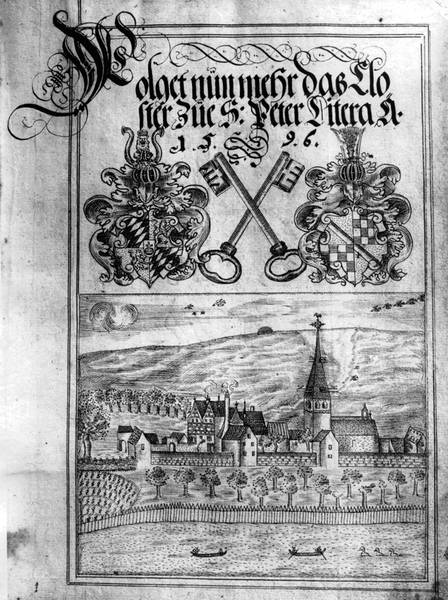
Augustiner-Chorfrauenstift St. Peter bei Kreuznach, Zeichnung von Jacob Lamb, 1596

Das Augustiner-Chorfrauenstift St. Peter bei Kreuznach (mittellateinisch Monasterium (oder coenobium) S. Petri apud (oder prope, iuxta) Crucenacum monialium ordinis S. Augustini) war ein Kloster im heutigen Landkreis Bad Kreuznach in Rheinland-Pfalz, das von etwa 1140 bis 1566/68 bestand. Um 1669 wurden Teile des Klostergebäudes zu einem Wirtschaftshof des Schlosses Oranienhof umgewandelt, der nach dem Pfälzischen Erbfolgekrieg zerfiel, teilweise wiederhergestellt und Anfang des 19. Jahrhunderts abgebrochen wurde. Von 1834/42 bis 1929 befand sich an derselben Stelle das Hotel Oranienhof.

## Geschichte des Klosters

### Gründung der Herren vom Stein und Vogtei der Rheingrafen
Das Augustiner-Chorfrauenstift St. Peter wurde um 1140 von Wolfram I. (III.) vom Stein († um 1179), dem Besitzer der später Rheingrafenstein genannten Burg und Stammvater der Rheingrafen vom Stein, in einem Fronhof gestiftet, den die Herren vom Stein bei Kreuznach als Reichslehen besaßen. Es lag etwa 600 Meter südwestlich der Kreuznacher Altstadt nicht weit vom rechten Naheufer an der Stelle des heutigen Oranienparks außerhalb der Stadt (extra muros … civitatis).
Wolframs Sohn Siegfried I. vom Stein († um 1194/98) amtierte als Vogt des Klosters. Kaiser Friedrich I. Barbarossa († 1190) sicherte dem „nunnencloster sant Peters by Cruczennach“ 1179 seinen Schutz zu. Der Mainzer Erzbischof Konrad I. von Wittelsbach wurde von Kaiser Heinrich VI. zum Schutzherrn des Klosters ernannt und gestattet 1196 dem Kloster, das „fortan seiner Vogtei ledig“ sei, die freie Wahl eines Propstes und gewährte weitere Rechte.

### Topographie
Die Geländeformation im Bereich des Klosters (dem späteren Oranienhof) und der heutigen Altstadt hat sich möglicherweise seit dem Mittelalter stark verändert. Der kurpfälzische Verwaltungsjurist und Landvermesser Peter Immanuel Dahn berichtete, dass sich der Lauf der Nahe nach Westen verschoben habe:

„Der Nohestrom, der die hiesige Gemark von oben bis unten durchstreichet, floß ehedem von dem Stand der izigen Saliner Brücke an, rechter Hand (oder östlich) am Fus des Hasenreches her, allwo die Saliner noch beym Bronnen suchen, 2. Stöck unter der Erde, ein ganz steinernes gehauenes Bronnengestelle vorgefunden haben, das von Sichelen ganz bogig ausgewetzt ist gewesen, von da strich sie wie izt noch die Traditionen und die Vertiefungen des Terrain es ergeben, vor dem izigen Hackenheimer Thor vorbey, schwenkte sich an den Castro der Heidenmauer (östlich her) in den Flur und endlich weit gegen Gensingen zu, in ihr iziges Bethe. Ein Arm von ihr aber stralte bey dem izigen Oranier Hof aus, vereinte sich mit der aus dem andern Thal herkommenden Ellerbach, ging wieder die Heidenmauer, aber westlich, vorbey, und vereinte sich weiter mit dem Hauptfluß bei der roten Laye. NB. noch mittler Zeits stand beym Oranier Hof ein Mühle, deren Teich durch die izige Pforten, Gärten, und die Kreuzstraße sein Lauf hatte, woher denn izt noch an all diesen Orten d[er unterer]dische Fluß beständige Quel[len Wassers in] feuchten Orten, und böse [Schäden und andere Übel mehr in nassen Kellern verursacht, und zumeist an den Sachen, die gelagert werden müssen. Auch be]stättigt sich dieser Satz noch daraus, daß beym Bronnengraben gegen das Hackenheimer Thor zu, und auf der Kreuzstraße, sich schon 2. Stöcke tief, unter der Erde, ganze liegende Bäume vorgefunden haben, deren Lage gewiß nichts anders, als einer ehehinigen großen Überflözung zugeschrieben werden kan. … Es stand also das Castrum (welches izt östlich der Nohe liegt) ehedem auf einer Insul der Nohe.“

Das Gelände fällt im vermuteten Altbett des Flusses von der Salinenbrücke (ca. 112 m ü. NHN) über den Rand des Hasenrechs (111 m), die Salinenstraße (110 m in Höhe Oranienpark, Sinke-„No“(t)-Straße, Wassersümpfchen (108 m in Höhe Mannheimer Straße) und Heidenmauer (103 m) bis zur Gensinger Straße an der Nahe in Höhe der Rotlay (102 m) noch heute kontinuierlich ab. Nach Dahns Beschreibung hätte das Areal des Klosters ursprünglich einmal auf dem linken Naheufer gelegen, wo das Kloster später auch über Grundbesitz verfügte. Eine mögliche Verlagerung des Flusslaufes der Nahe nach Westen wäre vielleicht schon vor seiner Gründung erfolgt, jedenfalls wohl vor dem Ausbau und der Befestigung der Kreuznacher Altstadt durch die Sponheimer Grafen im 12./13. Jahrhundert. Die Ausgrabungen am Römerkastell (1858–1866) ließen allerdings eher unwahrscheinlich erscheinen, dass das Kastell zur Römerzeit auf einer Insel gelegen hat.
Die – wahrscheinlich 1247 erstmals erwähnte – Kreuznacher Stadtmauer erhielt als Zugang das sogenannte St. Peter-Pförtchen. Es befand sich ungefähr am heutigen Übergang von der Rossstraße zur Schlossstraße in der Verlängerung der Turmstraße, die noch im 19. Jahrhundert St. Petersgasse hieß, zur Kaiser-Wilhelm-Straße. Das St. Peter-Pförtchen wurde zum Schutz vor Überfällen oft zugemauert. Am Weg von der Stadtmauer zum Kloster St. Peter lag auf rheingräflichem Grund die St. Lamberti-Kapelle.

### Schenkungen und Besitz
Um 1200 war ein Landgut (predium) des Rheingrafen Wolfram III. (V.) d. Ä. vom Stein († 1220/21) in Wörrstadt für 15 Mark an das claustrum beati Petri in Krucenache verpfändet. 1202 schenkte Ritter Heinrich von Wahlbach dem Kloster St. Peter beim Eintritt seiner Tochter einen Hof in Gensingen. Ritter Gernod von Bosenheim stiftete dem St. Peterskloster 1203 fünf Hufen (Joche) Weingärten im Belz (Belce) auf der direkt gegenüber liegenden Naheseite am Kautzenberg, Güter in Ippesheim sowie Geldrenten zu Sulze (im heutigen Salinental) und in der Hosterburc (untergegangenes Dorf Osterburg am Römerkastell).
Als Propst de Crucenaco wird (1217) 1219 Godefridus, Pastor zu Wallhausen, genannt. Papst Honorius III. stellte 1223 einen Schutzbrief für das Kloster aus. 1224 bestätigte Rheingraf Embricho III. vom Stein (Ringravius de Lapide) († um 1241) die von seinen Eltern Rheingraf Wolfram III. (V.) und Guda von Bolanden gemachten Schenkungen an das Kloster. Sein Bruder Wolfram war Propst des Klosters.
Gertrud [Bube von Geispitzheim?], die Witwe des Ritters Hermann, vermachte dem Kloster 1240 Anteile an ihren Gütern in Gabsheim (Gesbodesheim, Geispitzheim). Graf Simon I. von Sponheim († 1264) schenkte dem Kloster 1247 die Vogtei über zwei Hufen Ackerland in Kreuznach, die bisher Rheingraf Werner I. (III.) († um 1245), Bruder Embrichos III., von ihm zu Lehen getragen hatte. 1250 war Embricho vom Stein († nach 1253), ein Sohn Embrichos III., Propst von St. Peter, 1262 hieß der Propst von St. Peter zu „Crucenaca“ Heinrich. 1270 schloss das Kloster einen Vergleich mit der Stadt Kreuznach wegen der vom Kloster zu entrichtenden Bede (Steuer). Rheingraf Siegfried II. vom Stein (* um 1240; † vor 1327) und seine Geschwister überließen dem Kloster 1284 auf Bitte ihres Onkels Rheingraf Siegfried I. vom Stein von Rheinberg († um 1305/06) einen Hof in Volxheim im Wert von 70 Mark, den ihr Vater Rheingraf Werner II. (IV.) vom Stein († 1268/70) – ein Sohn Embrichos III. – dem Nonnenkloster auf dem Sterbebett versprochen hatte.
Graf Johann I. von Sponheim-Kreuznach († 1290) und seine Frau Adelheid von Leiningen-Landeck († um 1301) besaßen einen Hof, der an das St. Peterskloster grenzte. Beide trugen 1279 ein halbes Jahr vor der Schlacht bei Sprendlingen die beiden dort liegenden Ackerflächen namens Geren oder Frechten, die sie 1270 erworben hatten, dem Erzbischof Werner von Eppstein zu Lehen auf, verzichteten auf deren Ertrag von 40 Mark und versprachen, ihren Schwager Walter II. von Geroldseck-Veldenz († 1289) und seine Frau (⚭ 1270) Mena (Imagina, Ymena) von Sponheim-Kreuznach ebenfalls zum Verzicht zu bewegen. Diese Grundstücke und die Bunden (Flurname obere und untere Beunen an der Heidenmauer) sollen am Ende des 13. Jahrhunderts von Rheingraf Werner V. vom Stein zu Rheinberg († um 1299) und seiner Frau Hildegard von Sponheim dem Kloster St. Peter geschenkt worden sein. Allerdings galten die Bünden zu Kreuznach auch später weiterhin als Sponheimer Lehensbesitz, und der Prälat Dieterich von Mainz bezeichnete diese Grundstücke noch 1435 als Mainzische Lehen.
1289 verlieh Erzbischof Gerhard II. von Eppstein bzw. sein Stellvertreter (vicegerens) Weihbischof Incelerius, OESA, Titularbischof von Budua, dem Kloster St. Peter einen Ablass von 40 Tagen. Die Ablassprivilegien wurden in der Folgezeit wiederholt bestätigt, so 1295 durch Erzbischof Gerhard II., 1338 durch Weihbischof Albert von Beichlingen OFM († 1371), Titularbischof von Hippos, für Erzbischof Heinrich III. von Virneburg, 1397 durch den Administrator von Mainz Friedrich von Toul, um 1490 durch Papst Innozenz VIII. oder 1502 von Papst Alexander VI.
Das Kloster St. Peter besaß das Patronatsrecht in Gösselsheim und Güter in Eckelsheim. Ein Entzug dieser Rechte durch Rheingraf Siegfried I. vom Stein zu Rheinberg, einen Neffen von Embricho III., wurde 1293 von Siegfrieds I. Sohn Rheingraf Werner V. vom Stein zu Rheinberg wieder rückgängig gemacht. Magistra (Meisterin) Elisabeth und der Konvent bestätigten 1295 eine Schenkung des Priesters Werner Roß aus Wörrstadt (Werstatt), der dem Kloster einen Nikolaus dem Bekenner (Nikolaus Studites) geweihten Altar stiftete, ihn mit Gütern in Wörrstadt ausstattete und als erster Lehnsherr der Stiftung selbst an diesem Altar amtieren sollte. Die Nonnen erwarben später von Ritter Emercho V. Lymelzun von Löwenstein-Randeck aus einer Seitenlinie der Rheingrafen das Dorf Wörrstadt insgesamt.
1296 errichtete auch der Notar Peter der Sponheimer Gräfin Adelheid von Leiningen-Landeck, der Pater am Altar St. Michaelis der alten Kreuznacher Pfarrkirche St. Kilian in der Osterburg war, eine Stiftung für das Kloster St. Peter. 1299 befreiten Rheingraf Werner V. und seine Frau Hildegard das Kloster vom Fährgeld in Münster am Stein. Rheingraf Siegfried II. vom Stein bestätigte dem St. Peterskloster 1307 die von seinen Vorfahren erteilten Privilegien und stiftete ihm 1312 einen Altar. Graf Johann II. von Sponheim-Kreuznach († 1340) stiftete dem Kloster 1311, als er insgesamt 16 geistliche Institutionen bedachte, zehn Mark kölnische Pfennige. 1315 erwarb das Kloster Mariendalen in Mainz Grundbesitz in Drais vom Kloster St. Peter.

### Vogtei der Vorderen Grafschaft Sponheim
1324 verpfändete Rheingraf Siegfried II. „der Meystersyn und dem Convente“ des Klosters mit Zustimmung des Erzbischofs Matthias von Buchegg für 600 Pfund Heller sein Vogteirecht über das Kloster. Der Konvent übertrug es an den Grafen Johann II. von Sponheim-Kreuznach. 1330 verkauften Meisterin Demud von Dhaun und ihre Nichte dem Kloster Rupertsberg zwei Malter Kornrente in Desenheim zugunsten des Klosters St. Peter.
Johann II. von Sponheim-Kreuznach benannte in seinem Testament St. Peter als eines der Klöster, in denen eine von ihm gestiftete Gülte angesiedelt werden könnte. Nach dem Tod Johanns II. wählte der Konvent 1340 seinen Neffen, den Grafen Walram I. von Sponheim († 1380), zu seinem Vogt.
Auch wenn die Vogtei an die Sponheimer übergegangen war, nahmen die Rheingrafen weiterhin das Patronatsrecht an den von ihnen gestifteten Altären wahr. So präsentierte 1422 Wild- und Rheingraf Johann III. von Dhaun-Kyrburg (1371–1428) dem Mainzer Dompropst den Pfarrer Johann Bleiche aus Kirn als Nachfolger des verstorbenen Petrus Weidemann auf den Altar St. Peter des Klosters.

### Niedergang des Klosters
1413 schlichtete Peter von Rosenberg († nach 1439), Kantor (Sänger) des Stifts St. Johann in Mainz, als Anwalt des „Heiligen Stuhls“ von Mainz (Advocatus sanctae sedis Moguntinae) einen Streit zwischen dem Kloster St. Peter und dem Augustiner-Chorherrenstift Pfaffen-Schwabenheim, für dessen Rechtewahrung er als Conservator eingesetzt worden war. 1429 forderte der Augustiner-Eremit Pierre II. (III.) Assalbit († 1441), Bischof von Alet, päpstlicher Beichtvater und Bibliothekar in Rom, Äbtissin und Konvent des Klosters St. Peter und das Stift St. Alban vor Mainz unter Androhung von Kirchenstrafen auf, dem Heinrich Cleins (Klemß) († 1458), Vikar des Michaelsaltars in der Pfarrkirche St. Peter und Paul zu Eltville am Rhein, eine Pfründe zu verschaffen, die diesem 1424 von Papst Martin V. reserviert worden war. Anfang des 15. Jahrhunderts hatten sich – vermutlich in ähnlicher Weise – „Unterschlagende und Besitzergreifer“ (detentores & occupatores) verschiedene Rechte und Güter des Klosters St. Peters bei Kreuznach und des Stiftes Pfaffen-Schwabenheim angeeignet.
Der dem Papst Eugen IV. treue Wormser Scholaster und Doktor der Dekretalien Johannes Neuenburg von Marsberg (Monte Martis) († 1451), beauftragter Richter und Kommissar des Basler Konzils über die Kleriker des Bistums Mainz, führte um 1437 einen Prozess, um die Rechte der Klöster wiederherzustellen. In dieser Zeit soll das gottesdienstliche und geistliche Leben in St. Peter seit 20 Jahren „totaliter“ darniedergelegen haben; in dem Kloster hielten sich nur noch zwei Nonnen auf.

### Inkorporation in das Augustiner-Chorherrenstift Pfaffen-Schwabenheim
Im Mai 1437 wurde das Chorfrauenstift St. Peter, „in dem der Gottesdienst seit langer Zeit vernachlässigt wird“, von Papst Eugen IV. dem Stift Pfaffen-Schwabenheim unter dessen Propst Konrad inkorporiert (eingegliedert). Der Ertrag der Einkünfte des Klosters und seiner vier Altäre wurde dabei mit 20 Mark Feinsilber veranschlagt.
Im selben Jahr wurde nach dem Tod des Grafen Johann V. von Sponheim-Starkenburg im Oktober 1437 die Herrschaft über die Grafschaft Sponheim und damit auch die Schirmvogtei über das Kloster Pfaffen-Schwabenheim und seine Filiale St. Peter zwischen den Grafen von Veldenz, den Markgrafen von Baden und der Pfalzgrafschaft Pfalz-Simmern aufgeteilt. Es gibt keine urkundlichen Belege, ob das Stift St. Peter nach der rechtlichen Unterstellung unter das Kloster Pfaffen-Schwabenheim 1437 von den Chorfrauen dauerhaft verlassen wurde, wie dies teilweise vermutet wird.
Die Klöster Pfaffen-Schwabenheim und St. Peter wurden 1468 der Windesheimer Kongregation angeschlossen. Erzbischof Adolf II. von Nassau versetzte in diesem Zusammenhang vier Mönche unter Leitung von Propst Andreas (Endres) von Wallertheim nach Pfaffen-Schwabenheim und wies ihnen die Einkünfte und Altäre des Klosters St. Peter vor Kreuznach zu; zwei der Altäre, die zu dieser Zeit noch von fremden Priestern versehen wurden, sollten nach deren Tod übernommen werden.
Der Mainzer Erzbischof Berthold von Henneberg erteilte 1485 dem Dekan Johann Fust († 1501) von St. Stephan zu Mainz und dem Kreuznacher Pleban Peter Mochen (Menchin) († 1497) den Auftrag, die Beginen-Klause an der Bubenkapelle (St. Antonius-und-St.-Katharinen-Kapelle) am Eingang der Mühlengasse, deren Nonnen die Augustinusregel angenommen hatten, in das Kloster St. Peter bei Kreuznach zu verlegen, das zu dieser Zeit offenbar leer stand.
1491 versetzten Prior Hermann von Batenburg († 1507) und der Konvent des Klosters Pfaffen-Schwabenheim „Mater (= Mutter Elisabeth von Bettendorf) und Conuent“ der Klause wegen der Baufälligkeit ihres Hauses in das St. Peterskloster. Den Nonnen wurde mit Zustimmung von Johann von Eschau († um 1502), Prior in Hirzenhain, und Johann von Grünberg († um 1495), Prior in Ravengiersburg (Reversburg), als Vertretern der Windesheimer Kongregation der Ertrag der in der Gemarkung Kreuznach liegenden Güter des Klosters zugesprochen. Diese Versetzung wurde 1495 von Erzbischof Berthold genehmigt.

### Vogtei der Wild- und Rheingrafen
Wild- und Rheingraf Johann V. zu Dhaun und Kyrburg (1436–1495), Graf von Salm, löste 1495 wenige Monate vor seinem Tod bei der Vorsteherin Elisabeth von Bettendorf die 1324 verpfändete Vogtei über das Kloster wieder ein. 1496 verzichtete Wild- und Rheingraf Johann VI. zu Dhaun und Kyrburg (1460–1499), Rheingraf zum Stein, Graf von Salm, Herr zu Finstingen, zugunsten des Klosters auf alle Nutzungen der Vogtei mit Ausnahme von 32 Malter Vogt-Hafer und 2 oder 3 Wagenfahrten und bestätigte die Benefizien für die vier Altäre des Klosters, die von seinen Vorfahren gestiftet worden waren. Das Chorfrauenstift St. Peter gewann unter der wild- und rheingräflichen Vogtei eine gewisse Selbstständigkeit gegenüber dem Mutterkloster Pfaffen-Schwabenheim zurück.
Der Besitz des Klosters St. Peter in der Gemarkung Kreuznach wurde bei den Abgaben zur Reichstürkenhilfe 1500 und 1542 folgendermaßen veranschlagt:
100 Morgen „boisiste (= böseste, schlechtere)“ Äcker: 800 Gulden,
23 [Morgen] beste Äcker: 345 Gulden,
15 [Morgen] „uslendige … aller argiste (= auswärtige schlechteste)“ Äcker am Galgenberg: 15 Gulden,
Wiesen: 120 Gulden,
Baumgarten und Schäfergarten: 400 Gulden,
Weingarten: 470 Gulden,
Waldhecken: 300 Gulden,
Stadthaus: 600 Gulden,
Pferde: 60 Gulden,
Kühe und Kälber: 66 Gulden,
Schafe und Lämmer: 28 Gulden,
Sauen: 20 Gulden,
30 Malter Getreidevorräte: 15 Gulden,
8 Fuder Weinvorräte: 80 Gulden,
insgesamt: 3321 Gulden „schlegt (= schlechten) geldes“ = 2952 Goldgulden.
Dazu kamen zu versteuernde Ansprüche auf 140 Malter Korn-Gülten, von denen 10 Malter als Lohn an den Vogt („momper“) und 4 Malter an das Kloster St. Katharinen abzugeben waren, und drei Gold-Gülten, die 29 Gulden einbrachten. Der Vogt erhielt davon „vor sinen lone“ 10 Gulden. Insgesamt mussten bei der Türkensteuer 1542 an den Schatzmeister in Kreuznach 22 Goldgulden abgegeben werden. Darüber hinaus wurde 1542 an das Stift St. Alban vor Mainz eine Abgabe von 9 Batzen gezahlt.
1507 erbte der Konvent der „clusen“ zu St. Peter von seiner Schwester Margarethe von „Blytersheim“ Güter in Pleitersheim und 4 Morgen Land in Schwabenheim, die 1511 von Mutter Katharina von „Pertzfelt“ (Pferdsfeld) und dem ganzen Konvent an Pater und Konvent des Stiftes Pfaffen-Schwabenheim übergeben wurden, weil umb ungelegenheyt und snodheit willen niemand die Äcker bestellen wollte.
In einem Streit mit dem Kloster Pfaffen-Schwabenheim über 32 Malter Vogt-Hafer entschied 1518 Pfalzgraf Johann II. von Simmern (1492–1557), dass St. Peter diesen Hafer jährlich an seine Neffen, die Wild- und Rheingrafen Philipp (1492–1521) und Johann von Salm-Dhaun-Kyrburg (1493–1531), zu entrichten habe. 1519 einigt man sich mit dem Kloster Pfaffen-Schwabenheim über die Verwendung einer Abgabe von 30 Malter Korn, die der Klause an der Bubenkapelle zugestanden hatte.
Im Pfälzischen Bauernkrieg flüchteten 1525 die Beginen (Klarissen) der Klause Vallbrückerhof (Fallenbrücken) bei Winterborn in das St. Peterskloster nach Kreuznach. Pfalzgraf Ludwig V. von der Pfalz (1478–1544) und sein Rat Caspar Erlehaupt von Saulheim († 1539) vermittelten 1528 einen Vergleich über Einkünfte des Klosters zwischen dem geflohenen Vallbrücker Konvent und Deutschmeister Walther von Cronberg (1477–1543) und seiner Familie, die mit dem benachbarten Altenbamberg belehnt war. 1543 trat Elisabetha von Bingen als Vorsteherin des Kreuznacher Klosters für 50 Gulden alle Rechte auf Vallbrücken an Hermann von Cronberg ab.
Um 1548 wurden die Vögte des Klosters, die Wild- und Rheingrafen, evangelisch, nach dem Passauer Vertrag 1552 führten sie in ihrer Herrschaft reformatorische Maßnahmen durch.

### Aufhebung des Klosters
Als das Kloster Pfaffen-Schwabenheim Ende Januar 1566 durch die Landesherren Kurfürst Friedrich III. von der Pfalz (1515–1576) und Markgraf Philibert von Baden (1536–1569) aufgehoben wurde, lag dessen erkrankter Prior Johannes Illingen († 1566) zur Pflege im Kreuznacher Kloster.
Noch während in Pfaffen-Schwabenheim verhandelt wurde, erschienen Räte der Wild- und Rheingrafen von Salm-Dhaun-Kyrburg im Kreuznacher Kloster St. Peter und ließen sich Dokumente über die verbrieften Rechte des Klosters aushändigen; später beschlagnahmten die Kurpfalz und Baden den rheingräflichen Zehnten in Kreuznach, um diese Urkunden zurückzuerhalten. Wenige Stunden nach dem Eintreffen der rheingräflichen Räte ließen Friedrich III. von der Pfalz und Philibert von Baden am 9. Februar 1566 durch ihren Oberamtmann Carsilius Baier von Bellenhofen († 1573) das Ende des Klosters St. Peter ankündigen. Alle Nonnen einschließlich der Mutter Ottilia von Kreuznach (* um 1516) und der „Undermutter“ Maria von Aich (* um 1536) erklärten sich – unter Druck – bereit, den Habit abzulegen und sich in der evangelischen Lehre unterweisen zu lassen. 1568 musste die Äbtissin das Gebäude und die Gefälle des Klosters abtreten. Die verbliebenen 17 Nonnen und vier Laienschwestern flüchteten zunächst in die St. Margarethenklause nach Mainz, fanden um 1570 Aufnahme in der Abtei St. Hildegard bei Eibingen (1575 bis 1603 als Mitbesitzerinnen) und siedelten sich 1582 im verlassenen Mainzer Augustinerinnen-Kloster St. Agnes an.
Die jährlichen Einnahmen des Klosters aus Pachten und anderen Rechten betrugen bei seiner Auflösung: 161 Gulden, 1 Ohm Wein, 105 Malter Weizen, 12 Malter Hafer und vier Kapaune. Für die Verwaltung der Klostergüter wurde 1568 Jacob Gengel (* 1536; † um 1610) als Schaffner bestellt. 1596 bestand das Klostergut, das zugunsten der reformierten Gemeinde verwendet wurde, unter anderem aus 109 Morgen Ackerland (vgl. die Bad Kreuznacher Flurnamen Nonnenfeld und In der Nonn; das Gebiet zwischen Baumstraße, Ringstraße, Gartenbrunnenweg/-straße und Salinenstraße wurde noch Ende des 19. Jahrhunderts In den Petersäckern genannt), Waldhecken (Flurname Nonnenwald oberhalb des heutigen Nachtigallenwegs), 6 Morgen Weinbergen in der Monau (Flurname auf dem rechten Naheufer hinter der heutigen Straße Saline Karlshalle, vgl. Oberer Monauweg), im Neufeld (vgl. Neufelder Weg) und im Schönefeld (heute Straßenname) und verschiedenen Gefällen. Auch der Hinterwald (oder Heide Belzenstück) zwischen der Saline Thedorshalle und Münster am Stein gehörte zur Schaffnerei des Klosters St. Peter.
1624 scheiterte der Versuch einer Wiederbesiedlung des Klosters St. Peter mit Augustinern aus Pfaffen-Schwabenheim. 1636 wurde das Klostergut zusammen mit Pfaffen-Schwabenheim mit Unterstützung des Markgrafen Wilhelm von Baden von Jesuiten in Besitz genommen. Die Klostergebäude in Kreuznach wurden 1643/44 unter dem Schutz des Statthalters der Spanischen Niederlande Francisco de Melo (1597–1651) wiederhergestellt. Als Rektor der restituierten Klöster Pfaffen-Schwabenheim und St. Peter fungierte Heinrich Kaerß (Caërs, Caersius).

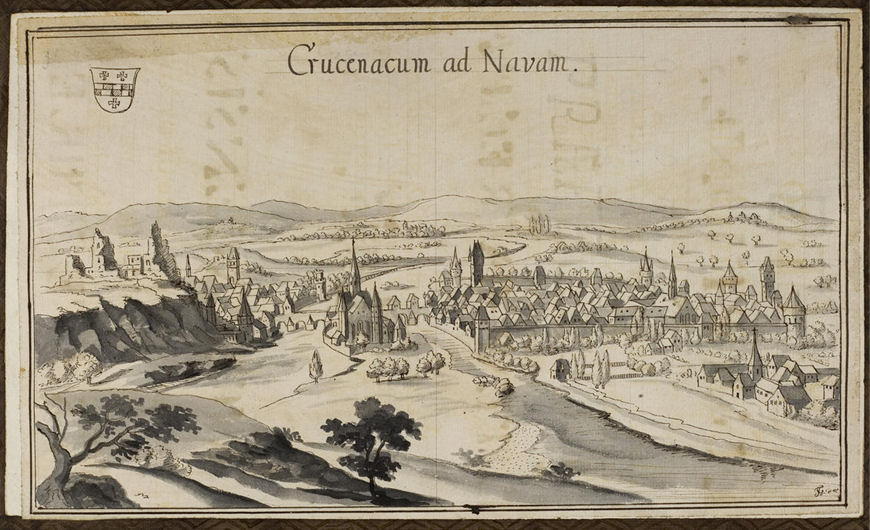
Chorfrauenstift St. Peter im Vordergrund der Zeichnung Crucenacum ad Navam von Theodor Gottfried Thum, um 1747 nach älteren Vorlagen (Zustand des Klosters um 1645)

Eine Zeichnung Crucenacum ad Navam [= Kreuznach an der Nahe] des Theodor Gottfried Thum von 1747 beruht auf älteren Vorlagen und gibt im Wesentlichen den Zustand des Klosters um 1645 wieder.
Nach dem Westfälischen Frieden 1648 gehörte das St. Petersklostergut – wie das Oberamt Kreuznach insgesamt – zu 2⁄5 Pfalz-Simmern-Kaiserslautern, zu 1⁄5 der Kurpfalz und zu 2⁄5 der Markgrafschaft Baden-Baden. Nach dem Tod von Herzog Ludwig Heinrich Moritz von Pfalz-Simmern 1674 übergab Kurfürst Karl I. Ludwig von der Pfalz die pfälzischen Anteile an den Klostergefällen der Geistlichen Güterverwaltung in Heidelberg.

### Ausstattung

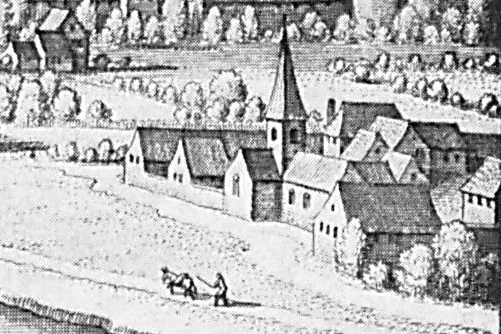
Kloster St. Peter in Kreuznach; Matthäus Merian: Creutzenach (Ausschnitt), 1645

Das Kloster besaß eine einschiffige romanische Kirche mit einem Ostturm. 1929 wurden Kapitelle aus dem 12. Jahrhundert gefunden, die im Bad Kreuznacher Schlossparkmuseum aufbewahrt werden. Kurz vor der Übersiedlung der Beginen aus der Bubenkapelle nach St. Peter 1491 wurde dessen Klosterkirche erneuert. 1401, 1437, 1468, 1496 und in einem kurpfälzischen Verzeichnis der Gaistlichen Lehen in der fordern Grafschaft Spanhaim gegen Creutznach gehorig um 1535 werden für die Klosterkirche vier Altäre genannt: Neben dem Kirchenpatron St. Peter waren sie St. Johannes Evangelista, St. Michael und St. Nikolaus dem Bekenner gewidmet.
Zum Kloster von St. Peter gehörte ein Friedhof, der 1213 erstmals erwähnt wurde. Im 16. Jahrhundert besaß das Kloster auch ein „huis in der stait hinder der buben capell“, wahrscheinlich war dies die 1491 aufgegebene Beginen-Klause. Für die Betreuung dieser Liegenschaft wurde ein Kapellendiener (Küster) eingestellt, „so diese capel onder handen“ hatte (verwaltete).
Aus der Klosterkirche von St. Peter stammte ein spätgotisches Gnadenbild (Vesperbild) der „Schmerzhaften Mutter Gottes“, für dessen Verehrung 1502 von Papst Alexander VI. ein 40-tägiger Ablass zugesichert worden war. Die Skulptur wurde von den Nonnen auf ihrer Flucht mitgenommen und befand sich lange in St. Agnes in Mainz, dann seit 1802 bis zur Zerstörung 1942 in der Pfarrkirche St. Quintin in Mainz.
Die von den Nonnen nicht fortgeschafften Ausstattungsgegenstände des Klosters wie Altäre, Heiligenbilder, Kruzifixe, liturgische Gewänder, liturgische Bücher wurden wahrscheinlich nach dem Verlassen des Klosters wie 1566 im Kloster Pfaffen-Schwabenheim zerschlagen oder verbrannt. Für diesen sogenannten „calvinistischen Bildersturm“ wurde von katholischer Seite der kurpfälzische Rat Liz. jur. Wenzeslaus Zuleger (1530–1596) verantwortlich gemacht, der in Pfaffen-Schwabenheim und Kreuznach die Auflösung der Klöster geleitet hatte. Eine im 15. Jahrhundert entstandene Pergamenthandschrift, die sich 1537 im Besitz des Klosters befand, wird heute in Aschaffenburg aufbewahrt, eine andere Handschrift in Frankfurt am Main.
Das um 1400 geschaffene Siegel des Konventes zeigt den Apostel Simon Petrus als Fischer in einem Boot mit einem Schlüssel.

## Vorsteherinnen des Konventes
(…)
- Elisabeth, 1295 erwähnt

(…)
- Demud von Dhaun, 1330 erwähnt

(…)
- Margaritha von der Pfalz, Herzogin von Bayern (domo Bavara),[127] wohl 1442–1472[128] Vorsteherin

(…)
- Elisabeth von Bettendorf („Gottenberg“), 1491 (als „Mater der Clusen“), 1495 erwähnt, wohl (ab 1472?) bis 1506 Vorsteherin
- Katharina von Pferdsfeld (Pertzfelt, „Pfeffersfeld“), 1511 erwähnt, wohl 1506–1527 Vorsteherin
- Gerdrudis von Riedtland (Ridlant), wohl 1527–1540 Vorsteherin
- Elisabetha von Bingen, 1543 erwähnt, wohl ab 1540 Vorsteherin
- Ottilia (Othilia, Odilia) von Kreuznach (* um 1516), 1564 und 1566 erwähnt,
- Christina von Diebach (Deiffenbach, Tieffenbach, Dipach), wohl 1566–1576 Vorsteherin
- Elisabeth von Sobernheim („Roberenheim“) (* um 1509?), wohl ab 1576 Vorsteherin

## Wirtschaftshof des Schlosses Oranienhof und Peterhof
Marie Henriette von Oranien-Nassau (1642–1688), die Witwe von Pfalzgraf Ludwig Heinrich Moritz von Simmern, ließ einen Teil des verlassenen Augustinerinnen-Kloster St. Peter um 1669 zu einer Holländerei und Menagerie ihrer in der Neustadt gelegenen Sommerresidenz Schloss Oranienhof umgestalten.
1688 vermachte sie die Kreuznacher Liegenschaften ihrem Kammerherrn Johann Kasimir Kolb von Wartenberg (1643–1712). Nach der Zerstörung des Schlosses Oranienhof 1689 ging der Name Oranienhof Ende des 17. Jahrhunderts auf sein ehemaliges Wirtschaftsgut auf der gegenüberliegenden Naheseite über. 1707 wurden die Besitzungen der Kolb von Wartenberg einschließlich des Kreuznacher Oranienhofs zur reichsunmittelbaren Reichsgrafschaft erhoben.
Seit etwa 1720/23 war Johann Wilhelm Carmer (* 1687; † nach 1735) kurpfälzischer Obereinnehmer auf dem pfalz-simmernschen Peterhof – vielleicht entstanden aus dem 1279 erwähnten sponheimischen Hof – neben dem Oranienhof vor der Stadt. Der Peterhof gehörte 1775 seinem Sohn Johann Heinrich von Carmer (1720–1801).
1784/88 erwarb Reichsgraf Franz von Sickingen (1760–1834) den Oranienhof. Die Geistliche Güteradministration der Kurpfalz in Heidelberg bzw. die kurfürstliche Hofkammer erhob 1790 noch einmal Besitzansprüche auf das ehemalige Kloster St. Peter. 1792 war Hubert Langer Schaffner „zum heiligen Peter zu Kreuznach“. Durch die französische Besetzung und Annexion des linken Rheinufers 1794/97 gelangte das Anwesen in Staatsbesitz.

## Hotel Oranienhof
Am 3. November 1803 wurde in Koblenz das Nationalgut Oranienhof mit Wirtschaftsgebäuden, 0,6 ha Gemüse- und Baumgarten, 55,2 ha Äcker, 3 ha Wiesen und 12,5 ha Heckenland von dem Kaufmann Johann Heinrich Schellhaas aus Kaiserslautern für 38.200 Franc ersteigert. Diese Größe entspricht ungefähr dem Besitz des ehemaligen Klosters St. Peter in der Gemarkung Kreuznach.
Anfang des 19. Jahrhunderts wurden die Reste des alten Oranienhofes abgetragen. Der Gastwirt Carl Friedrich Pitthan (* um 1805; † 1845) und seine Frau Johanna Karoline Philippine Schellhaas (1810–1857) errichteten an dieser Stelle 1834–1842 ein Luxus- und Bade-Hotel.
Im Ersten Weltkrieg wurde der Oranienhof 1917/18 als Generalstabsgebäude der Obersten Heeresleitung genutzt. 1929 wurde der Komplex wegen Baufälligkeit abgerissen.